# Керема
Керема (англ. Kerema) — город в южной части Папуа — Новой Гвинеи, административный центр провинции Галф.

## География
Расположен на восточном побережье залива Папуа, в 229 км к северо-западу от столицы страны, города Порт-Морсби.

## Население
По данным на 2013 год численность населения города составляла 6551 человек.
Динамика численности населения города по годам:
| 1980 | 1990 | 2000 | 2013 |
| ---- | ---- | ---- | ---- |
| 3400 | 3952 | 5116 | 6551 |